# 사고친 후에
《사고친 후에》(영어: Knocked Up)는 2007년 공개된 미국의 로맨틱 코미디 영화이다. 저드 애퍼타우가 감독, 각본, 제작을 맡았으며, 세스 로건, 캐서린 하이글, 폴 러드, 레슬리 맨, 제이슨 시걸, 제이 배러셸, 조나 힐, 마틴 스타 등이 출연했다. 슬래커와 방송인이 음주 상태로 원나이트 스탠드를 가진 결과 생긴 의도하지 않은 임신을 다룬다.
미국 현지 시각으로 2007년 6월 1일에 개봉되어 2억 1,900만 달러의 월드 와이드 박스 오피스 수익을 얻었으며, 비평가들에게서도 호평을 받았다.
2012년에 스핀오프 속편인 《디스 이즈 40》가 개봉하였다.

## 줄거리
E! 생방송 진행 자리로 승격된 로스앤젤레스 방송 기자 앨리슨은 이를 자축하다가 술기운에 철없는 유대계 캐나다인 슬래커 벤과 원나이트 스탠드를 하게 된다. 다음 날 아침 두 사람은 서로 간에 그 어떤 공통점도 없다는 사실을 깨닫고 각자 갈 길을 간다.
8주 뒤 앨리슨은 임신 사실을 알게 되자 혼자 아이를 기르는 쪽보다는 벤과 함께 아이를 키우는 방향을 모색한다. 하지만 책임감 없는 삶을 살아가는 벤의 협조가 충분치 않다고 느끼면서 이 관계가 장기적으로 성공할 거란 확신을 잃어간다.

## 출연진
- 세스 로건 - 벤 스톤 역
- 캐서린 하이글 - 앨리슨 스콧 역
- 레슬리 맨 - 데비 역: 앨리슨의 언니.
- 폴 러드 - 피트 역: 데비의 남편. 록 밴드 탤런트 스카우트.
- 제이슨 시걸 - 제이슨 역
- 제이 배러셸 - 제이 역
- 조나 힐 - 조나 역
- 마틴 스타 - 마틴 역
- 샬린 이 - 조디 역
- 빌 헤이더 - 브렌트 역
- 해럴드 레이미스 - 해리스 스톤 역: 벤의 아버지.
- 아이리스 애퍼타우 - 샬럿 역
- 모드 애퍼타우 - 세이디 역
- 조애나 컨스 - 스콧 부인 역: 앨리슨의 어머니.
- 앨런 튜딕 - 잭 역
- 크리스틴 위그 - 질 역
- 켄 정 - 쿠니 의사 역
- J. P. 머누 - 앤절로 의사 역
- 팀 배글리 - 토머스 펠래그리노 의사 역
- 모 콜린스 - 여의사 역
- B. J. 노백 - 젊은 의사 역
- 라우던 웨인라이트 3세 - 하워드 의사 역
- 애덤 스콧 - 새뮤얼 역: 남자 간호사.
- 크레이그 로빈슨 - 클럽 문지기 역
- 태미 새거 - 의상팀 직원 역
- 제임스 프랭코 - 솔 역

본인 역 카메오 출연
- 제시카 앨바, 스티브 커렐, 앤디 딕, 에바 멘데스, 라이언 시크레스트, 댁스 셰퍼드